# Rathaus (Žamberk)

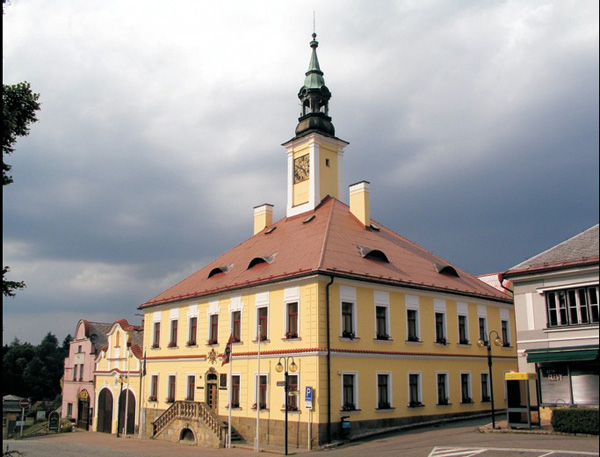
Rathaus in Žamberk

Das Rathaus in Žamberk (deutsch Senftenberg), einer Stadt in der Region Pardubický kraj in Tschechien, wurde 1812 erbaut. Das Rathaus am Marktplatz ist seit 1988 ein geschütztes Kulturdenkmal.
Das zweigeschossige Gebäude mit doppelläufiger Freitreppe besitzt einen Dachreiter mit Helm, der von einem Dachknauf bekrönt wird.